# دیپ اسپیس سیستمز
دیپ اسپیس سیستمز (انگلیسی: Deep Space Systems) شرکت مهندسی آمریکایی است، که در سال ۲۰۰۱ تأسیس شد.